# ابراهیم مهربان
ابراهیم مهربان رودبنه (زادهٔ ۲۲ بهمن۱۳٥٠در لاهیجان) کشتی‌گیر و مربی فعلى تيم ملى کشتی آزاد ایرانی،  رئیس سابق شورای شهر لاهیجان است. او یک مدال طلای بازی‌های آسیایی و دو مدال طلای قهرمانی آسیا را در وزن ۱۳۰ کیلو به دست آورده و عضو تیم ملی ایران در قهرمانی جهان ۱۹۹۳، ۱۹۹۴، ۱۹۹۵، ۱۹۹۷ و المپیک ۱۹۹۶ آتلانتا (مقام دوازدهم با یک برد و دو باخت) بود.
مهربان در قهرمانی آسیای ۱۹۹۶ در دیدار فینال مغلوب اولگ نانیف از ازبکستان شده بود اما با اعلام دوپینگ نانیف، مدال طلا به مهربان رسید. وی در رقابت‌های قهرمانی جهان ۲۰۰۹ و ۲۰۱۰ و٢٠١١و ٢٠١٨در کادر فنی تیم ملی کشتی آزاد حضور داشت.
مهربان در انتخابات خرداد ۹۲ با ۵ هزار و ۲۵۱ رأی به عضویت شورای اسلامی شهر لاهیجان درآمد.